# Bilk (napój)
Bilk (jap. ビルク biruku; z ang. beer + milk, piwo + mleko) – japoński napój piwny o 30-procentowej zawartości mleka krowiego.
Napój zrodził się z potrzeby zagospodarowania nadwyżek mlecznych na wyspie Hokkaido, gdzie jest produkowany. Z założenia ma łączyć zalety smakowe i zdrowotne obu napojów, np. pożądaną zawartość wapnia w mleku. Główną grupą docelową produktu miały być kobiety. Bilk wygląda i pachnie podobnie jak herbata z mlekiem, natomiast smak jest charakteryzowany jako owocowy. Po wprowadzeniu na rynek spotkał się z nieprzychylnymi ocenami konsumentów.